# Isan

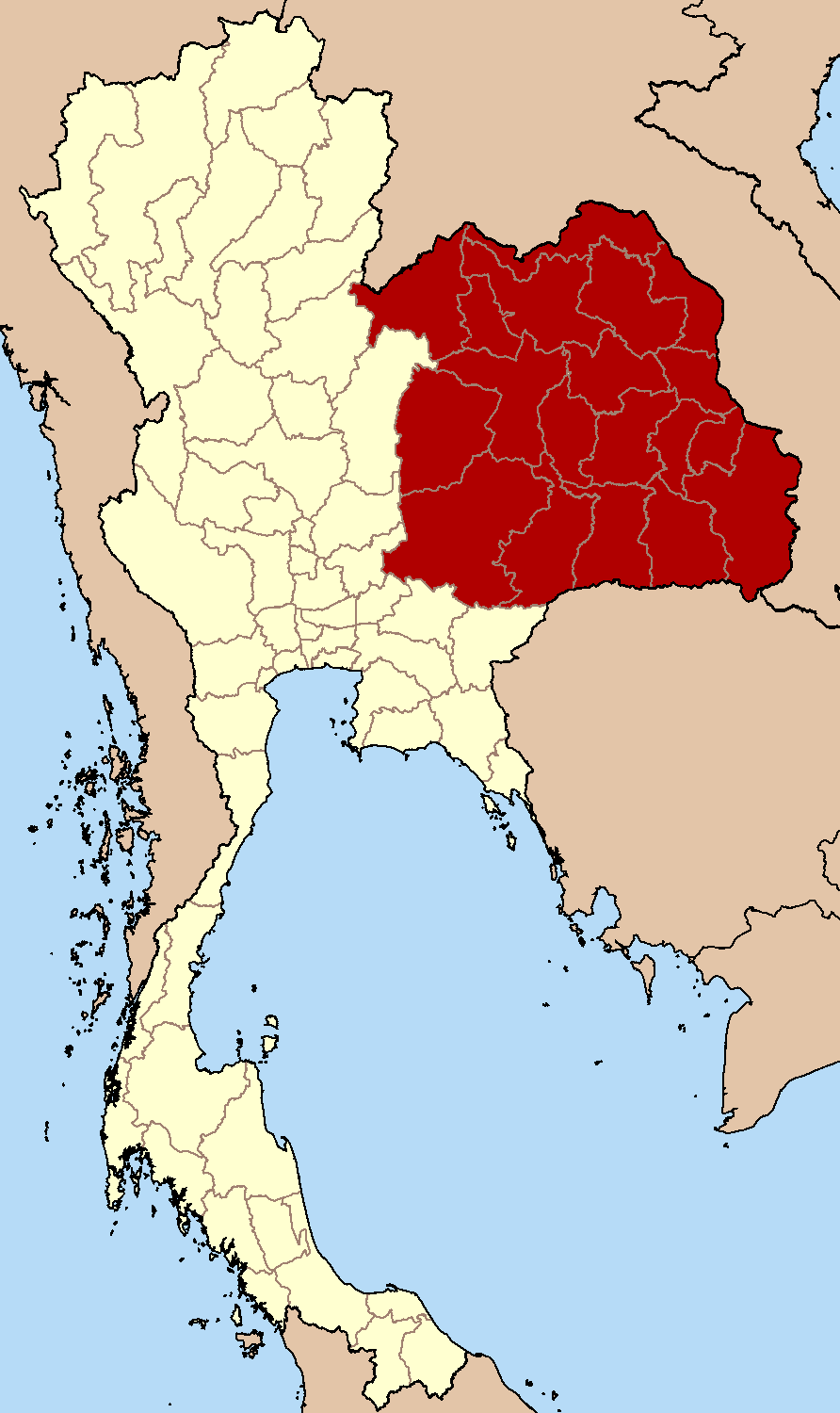
Lage im Nordosten Thailands

Isan (Thai: อีสาน, Aussprache: [ʔiːsǎːn], auch Isaan geschrieben; aus Pali ईशान्य īsānya oder Sanskrit ईशान्य īśānya „Nordosten“; offiziell „Nordostregion“, thailändisch ภาคตะวันออกเฉียงเหนือ, RTGS Phak Tawan-ok chiang nuea) bildet den nordöstlichen Teil Thailands. Es liegt auf der Khorat-Hochebene und wird im Norden und Osten vom Mekong begrenzt, im Süden von Kambodscha. Im Westen trennen das Phetchabun-Gebirge, die Berge des Dong Phaya Yen und die Sankamphaeng-Kette den Isan von Nord- und Zentralthailand.
Im Isan ist die Landwirtschaft der vorherrschende Wirtschaftssektor, aber wegen der ungünstigen Umstände bleibt der Ertrag hinter dem anderer Landesteile zurück. Der Isan ist die ärmste Region in Thailand, hat aber in den letzten Jahren stark aufgeholt.
In der Region wird hauptsächlich (etwa 15 Millionen Sprecher) Isan gesprochen, das der laotischen und der thailändischen Sprache sehr ähnelt. Die offizielle Landessprache Thai ist ebenfalls weit verbreitet. Die einheimische Sprache im Süden des Isan (Surin) ist Khmer Surin, ein nördlicher Dialekt der Khmer-Sprache. Die meisten Einwohner sind Lao bzw. Isan, dennoch war die Integration des Isan in den modernen thailändischen Staat durch die gemeinsamen ethnischen Wurzeln der Lao, Thai und Isan weitgehend erfolgreich.
Bekannte Aspekte der regionalen Kultur umfassen „Mor Lam“-Musik, Muay-Thai-Boxen und Klebreisgerichte mit Chili, die mit den Fingern gegessen werden.

## Geographie

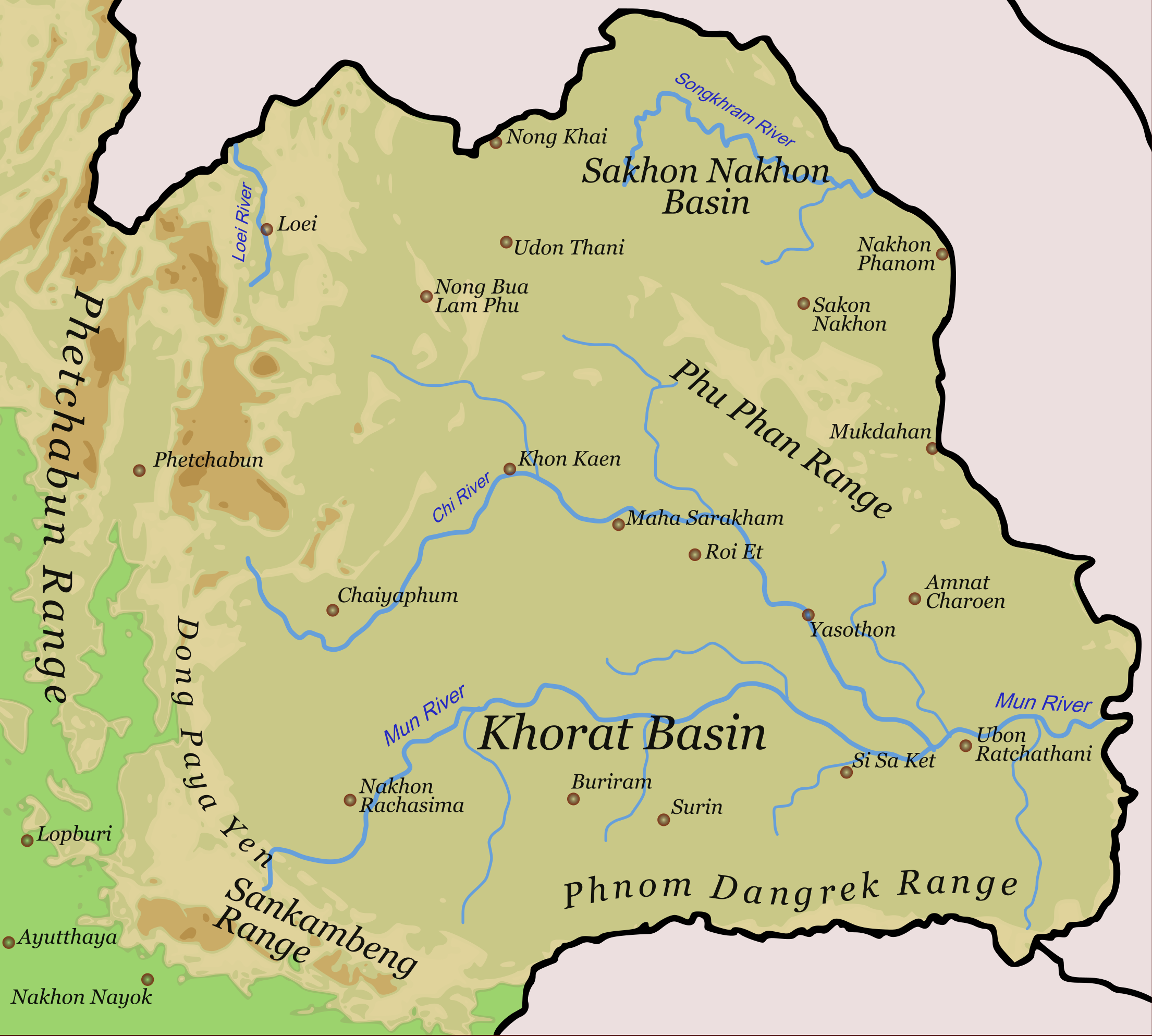
Übersichtskarte des Isan mit Lage der Städte, Bergketten und Flüsse.

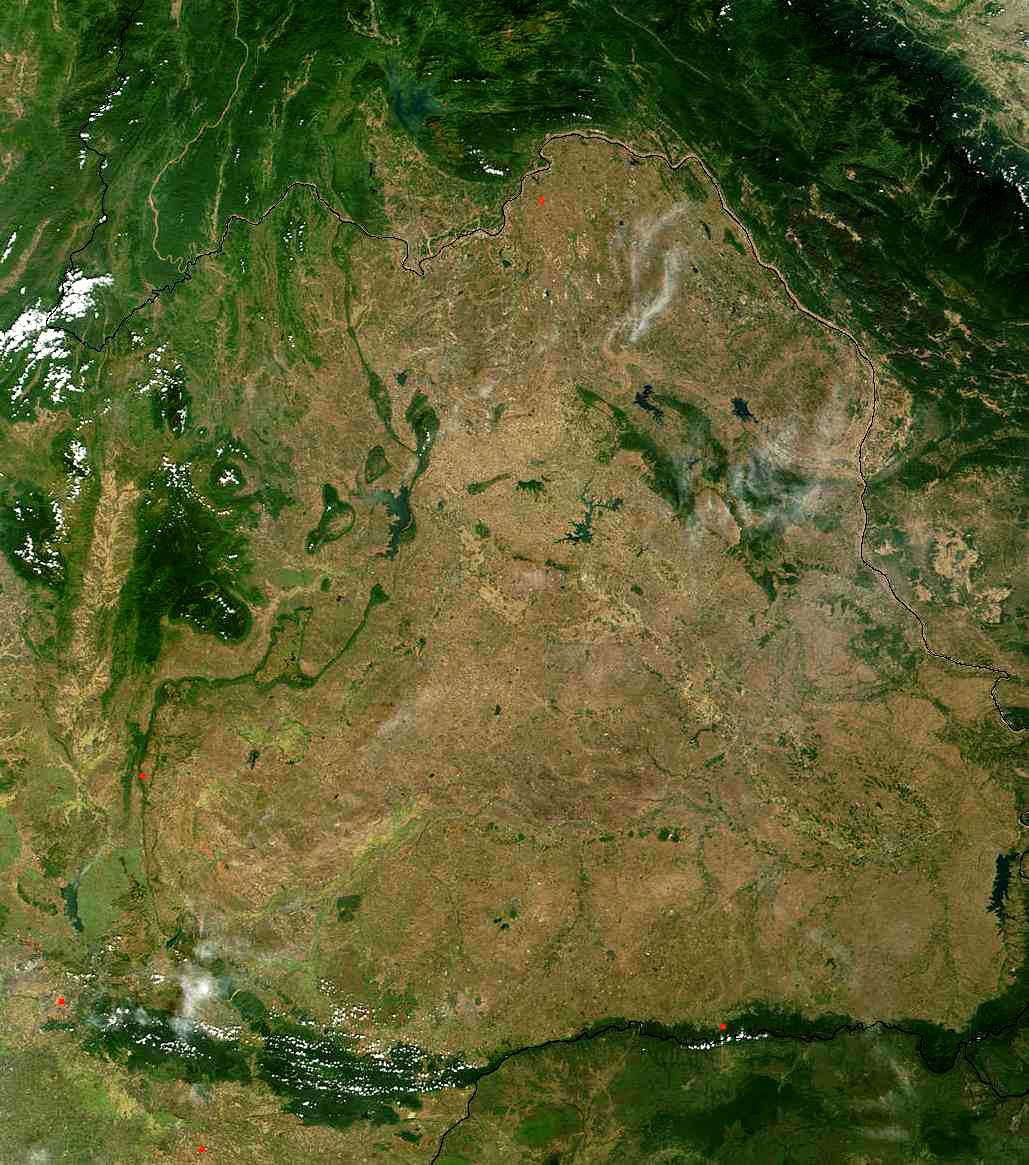
Infolge der Abholzungen innerhalb des Isan können die Grenzen zu Laos und Kambodscha ausgemacht werden.

Der Isan umfasst eine Fläche von etwa 160.000 Quadratkilometern und ist grob deckungsgleich mit der Khorat-Hochebene, die von den Phetchabun-Bergen im Westen in Richtung Mekong abfällt. Die Hochebene besteht aus zwei Hauptebenen: der südlich gelegenen Ebene von Khorat (Nakhon Ratchasima), die von den Flüssen Mae Nam Chi und Mae Nam Mun durchzogen wird, und der nördlichen Sakon Nakhon-Ebene mit den Flüssen Mae Nam Loei und Songkhram. Die beiden Ebenen werden getrennt durch den Phu-Phan-Höhenzug. Der Boden ist überwiegend sandig mit einigen Salzablagerungen.
Der Mekong bildet im Norden und Osten des Isan die Grenze zwischen Thailand und Laos, während der Süden der Region an Kambodscha grenzt. 
Der bedeutendste thailändische Quellfluss des Mekong, der Mae Nam Mun, entspringt im Khao-Yai-Nationalpark bei Nakhon Ratchasima und fließt ostwärts, um in der Provinz Ubon Ratchathani in den Mekong zu münden. Der andere Hauptfluss der Region, der Mae Nam Chi, durchfließt Zentral-Isan, bevor er sich nach Süden wendet und in Si Sa Ket den Mun trifft. Auch die kleineren Flüsse Mae Nam Loei und Mae Nam Songkhram fließen dem Mekong zu, ersterer in Nordrichtung durch die Provinz Loei, letzterer östlich durch die Provinzen Udon Thani, Sakon Nakhon, Nakhon Phanom und Nong Khai.

## Klima
Das Klima im Isan ist tropisch. Im trockenen Sommer von März bis Mai steigen die Temperaturen auf 40 Grad.
Von Juni bis Oktober ist Regenzeit mit viel Niederschlag und hoher Luftfeuchtigkeit. Im Winter von November bis Februar wird es nachts kühl und tagsüber noch 20 °C bis über 30 °C warm.
Die mittleren Niederschläge reichen von 2000 mm in manchen Gegenden bis zu 1270 mm in den südwestlichen Provinzen Nakhon Ratchasima, Buri Ram, Maha Sarakham, Khon Kaen und Chaiyaphum.
Die Durchschnittstemperatur liegt zwischen 30,2 °C und 19 °C. Die höchste jemals gemessene Temperatur war 43,8 °C in der Provinz Udon Thani, die niedrigste 0,1 °C in Loei.

## Geschichte

### Frühgeschichte

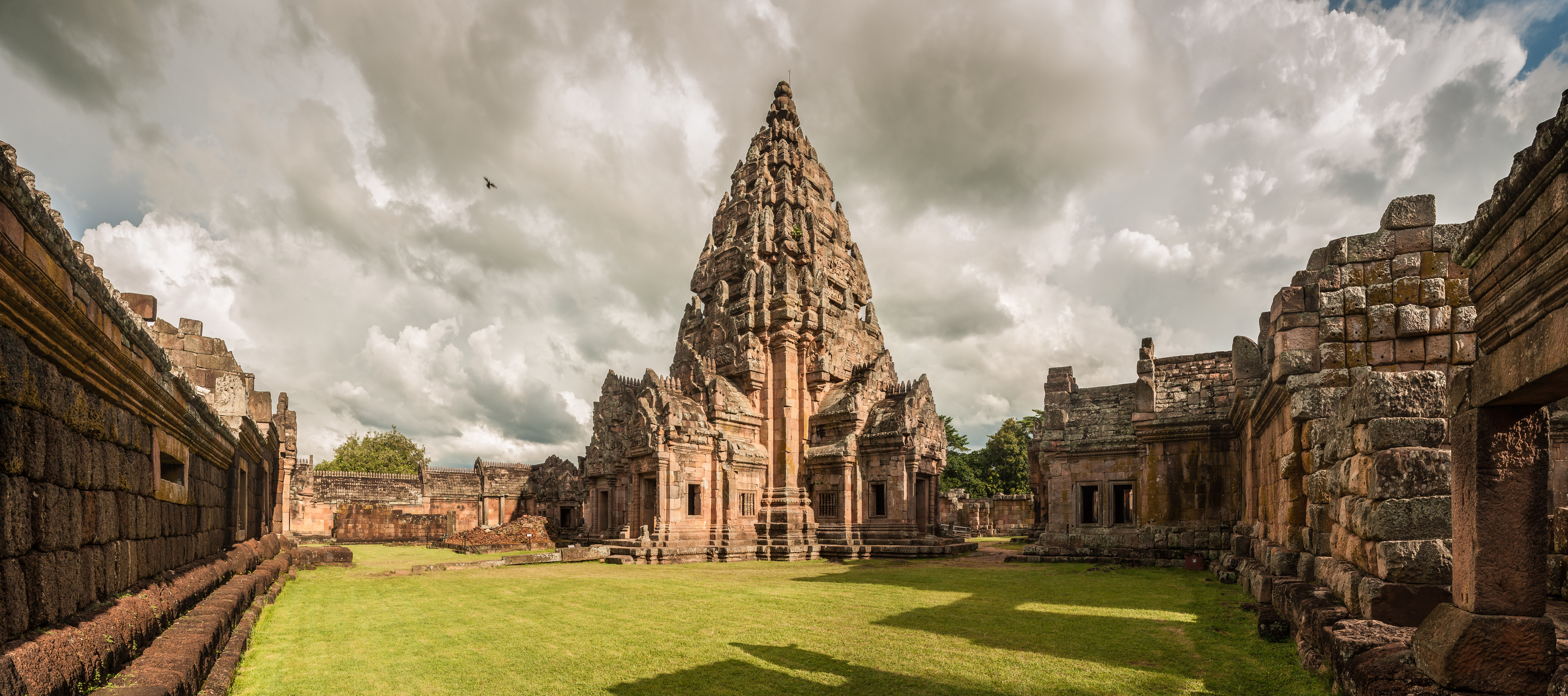
Phanom Rung – ein Zeugnis aus der Khmer-Zeit

Isan besitzt eine Anzahl bedeutender bronzezeitlicher Fundstellen von Höhlenmalereien, Artefakten und Hinweisen auf frühen Reisanbau. Bronzewerkzeuge wie die in Ban Chiang gefundenen, sind möglicherweise älter als vergleichbare aus Mesopotamien. 
In der zweiten Hälfte des 1. Jahrtausend n. Chr. gehörte die Region zum Einflussgebiet indisierter Staaten wie Chenla und Canasapura, parallel mit der verwandten Dvaravati-Kultur in Zentralthailand. Aus dieser Zeit stammen z. B. die Fundstätten Mueang Sema und Mueang Fa Daet sowie die baugeschichtlich ältesten Teile des Wat Phra That Phanom. Vom 9. bis 13. Jahrhundert standen weite Teile des heutigen Isan unter dem Einfluss des Khmer-Reichs von Angkor. Dieses ließ unter anderem die bedeutenden Tempelanlagen in Phimai und Phanom Rung zurück.

### Besiedelung durch Lao
Nach dem Zerfall des Reichs der Khmer ab dem 13. Jahrhundert war die Khorat-Hochebene ein Puffergebiet zwischen dem siamesischen Königreich Ayutthaya im heutigen Zentralthailand und Lan Xang, einem Netzwerk von Lao-Staaten im Flusstal des Mekong. Es war in dieser Zeit abgesehen von der Umgebung von Nakhon Ratchasima (Khorat) selbst, das bereits ab 1657 zu Ayutthaya gehörte, und kleinen Außenposten der Lao kaum besiedelt. Nach dem Tod König Sulinyavongsas 1694 zerfiel Lan Xang. Infolge der ausbrechenden Thronfolgestreitigkeiten wanderten mehrfach Lao-Aristokraten aus den Königreichen Luang Prabang und Vientiane mitsamt ihren Untertanen aus und ließen sich auf dem Khorat-Plateau nieder, wo sie neue Gemeinwesen (Müang) gründeten. Im Jahr 1778 mussten die drei aus dem zerbrochenen Lan Xang hervorgegangenen Lao-Königreiche Luang Prabang, Vientiane und Champasak das siamesische Königreich Thonburi (Vorläufer des heutigen thailändischen Staats mit der Hauptstadt Bangkok) als Suzerän anerkennen und dessen König Vasallentreue schwören.
Siam nutzte die Uneinigkeit unter den laotischen Fürstentümern, um die Müang auf der Khorat-Ebene unter seine direkte Kontrolle zu bringen. Das wurde dadurch erleichtert, dass die einzelnen Kleinstaaten und ihre jeweiligen Herrscherfamilien weitgehend voneinander unabhängig waren und keine gemeinsame Herrschaftsstruktur oder einen machtvollen gemeinsamen Anführer hatten. Nach der erfolglosen Rebellion des Lao-Königs Anuvong von Vientiane 1827/28 verlor Vientiane seine Autonomie und die Siamesen deportierten über 100.000 Lao Wiang auf die westliche Seite des Mekong, also das heutige Zentral- und Nordostthailand, um größere Kontrolle zu haben und weitere Aufstände zu verhindern. Die Kontrolle der Zentralregierung über das Gebiet des heutigen Isan blieb allerdings bis Ende des 19. Jahrhunderts lückenhaft.

### Integration in den thailändischen Staat
Im Jahr 1893 musste Siam nach dem Pak-Nam-Zwischenfall und einem kurzen französisch-siamesischen Krieg die östlich des Mekong gelegenen Länder der Lao an Frankreich abtreten. Der Mekong, der bis dahin die wichtigste Verbindungsader des Laogebiets war, wurde nun zum Grenzfluss zwischen einem siamesisch und einem französisch kontrollierten Teil (aus letzterem wurde nach dem Ende der Kolonialherrschaft der heutige Staat Laos). Ungefähr zur gleichen Zeit begann der siamesische König Rama V. (Chulalongkorn), die Randgebiete seiner Herrschaft in den siamesischen Staat zu integrieren und im Rahmen des Thesaphiban-Systems direkt der Zentralregierung zu unterstellen. Um die eigenständige ethnische Identität zu verdecken und nicht weitere Gebietsansprüche des französischen Kolonialreichs und seines Protektorats Laos zu rechtfertigen, vermied die siamesische Regierung zunehmend, ihre Untertanen als Lao zu bezeichnen und prägte stattdessen die Bezeichnung Isan (Pali für „Nordosten“) für die von ethnischen Lao besiedelten Gebiete auf der Khorat-Hochebene. Zunächst wurde ab 1900 mit Isan eines der Monthon (große Verwaltungseinheiten aus je mehreren Provinzen) bezeichnet, das zuvor Lao Kao geheißen hatte. Vom Namen einer Verwaltungseinheit breitete sich die Bezeichnung ‚Isan‘ zu einer allgemeinen, geographischen Bedeutung aus. Ab etwa 1922 wurde sie dann im heutigen Sinne für die gesamte Nordostregion verwendet.
Die Einführung der Zentralverwaltung brachte radikale Veränderungen in den gesellschaftlichen Hierarchien und politisch-wirtschaftlichen Beziehungen im Isan. Dies war möglicherweise der Auslöser für die Aufstände unter Führung von sogenannten phu mi bun („heiligen Männern“) in den Jahren 1901/02. Eine ganz ähnliche Revolte gab es zur selben Zeit auch auf der anderen Seite des Mekong, im französischen Protektorat Laos. Verbreitet von reisenden Mo-Lam-Sängern, kursierte ein millenarischer bzw. messianischer Glaube an bevorstehende apokalyptische Veränderungen und das Erscheinen eines gottgesandten „gerechten Königs“. Nun traten dutzende von Männern auf, die in Anspruch nahmen, der angekündigte Erlöser zu sein und Anhänger um sich scharten. Die Aufstände wurden von den Regierungstruppen niedergeschlagen.
Im 20. Jahrhundert wurde im Rahmen der „Thaiisierung“ die Eingliederung des Isan als integraler Teil Thailands verfolgt, wobei die Lao-Wurzeln der Bevölkerung verleugnet wurden. Ab 1939 wurde die Verwendung der Laotischen Sprache und des entsprechenden Alphabets von offizieller Seite zurückgedrängt, in Schulen wurde nach Anweisung der Zentralregierung nur noch das thailändische Alphabet gelehrt. Die Verwendung lokaler Sprachen prangerte die ultranationalistische Regierung von Plaek Phibunsongkhram als rückständig, wenn nicht gar verräterisch, an. Die kulturellen Reformen wurden im Isan nur widerwillig akzeptiert sowie bis heute unterscheiden sich Sprache, Musik, Kleidung und Essen vom Rest des Landes.

### Zeitgeschichte
Während des Zweiten Weltkriegs war im Isan die Seri-Thai-Bewegung („Freies Thailand“) stark vertreten, die Widerstand gegen die faktische japanische Besetzung und die kollaborative Regierung Phibunsongkhrams leistete. In der kurzen demokratischen Phase nach 1945 wurden viele Wahlkreise im Nordosten von progressiven, linkspopulistischen und sozialistischen Politikern vertreten, die der Sahachip-Partei („Genossenschaftspartei“) nahestanden und den Ministerpräsidenten Pridi Phanomyong unterstützten. Nach dem Militärputsch von 1947 wurden wichtige Politiker aus dem Isan – meist ehemalige Seri-Thai-Kämpfer – eingesperrt oder sogar ermordet. Als Vorwand diente, dass sie angeblich die Nordostprovinzen von Thailand abspalten und mit den Staaten Indochinas zu einer kommunistisch geprägten „Südostasiatischen Union“ vereinigen wollten. Der Wahrheitsgehalt dieser Verschwörungstheorie ist aber höchst zweifelhaft.
In der wirtschaftlichen Entwicklung und auch der politischen Teilhabe blieb der Isan lange Zeit weit hinter der Zentralregion und insbesondere der Metropole Bangkok zurück. Dieser Zustand wird von einigen Autoren als „interner Kolonialismus“ des Isan durch die Bangkoker Eliten beschrieben. Thailand war ein Verbündeter der USA im Vietnamkrieg, die US Air Force nutzte zwischen 1961 und 1975 Stützpunkte u. a. in Nakhon Ratchasima (Korat), Nakhon Phanom, Ubon Ratchathani und Udon Thani (Udorn). Der diktatorisch regierende Ministerpräsident und Feldmarschall Sarit Thanarat, der selbst in der Provinz Mukdahan aufgewachsen war, schrieb sich während seiner Regierungszeit (1959–63) eine Lösung des „Nordost-Problems“ auf die Fahnen, um zu verhindern, dass die wirtschaftlichen Rückständigkeit der Region separatistische oder kommunistischen Bestrebungen befeuern würde. Dennoch war die Nordostregion von den frühen 1960er- bis zum Beginn der 80er-Jahre einer der Hauptschauplätze des Aufstands der Kommunistischen Partei Thailands und ihrer „Volksbefreiungsarmee“  gegen den thailändischen Staat. Sie verfügten über Lager und „befreite Dörfer“ vor allem im Phu-Phan-Höhenzug und Phetchabun-Gebirge. Ihr Kampf wurde durch die Machtergreifung der Pathet Lao 1975 in Laos begünstigt. Auch das Programm „Grüner Isan“ (Isan Khiao) zur regionalen Entwicklung unter der Ägide des thailändischen Heeres und ihres Oberkommandierenden General Chavalit Yongchaiyudh in den 1980er-Jahren zeigte keine durchschlagenden Erfolge.
Der Ministerpräsident Thaksin Shinawatra, der von 2001 bis 2006 regierte, gewann mit Programmen für allgemeinen Zugang zur Gesundheitsversorgung, einem Schuldenerlass für Bauern, Infrastrukturausbau und auf lokaler Ebene vergebenen Mikrokrediten für Unternehmensgründungen (Umlauffonds mit einer Million Baht pro Muban), (OTOP) große Beliebtheit in dieser Region. Sie gilt seither als Hochburg seiner Anhänger sowie der ihm nahestehenden Bewegung der „Rothemden“ (oder Nationale Demokratische Allianz gegen Diktatur). Seit Ende 2010 haben sich tausende Dörfer im Isan zu „roten Dörfern“ erklärt und es entstand eine große Kluft zwischen den Befürwortern Thaksin´s, vor allem im Isan und Nordthailand sowie den Gegnern zumeist in Zentral- und Südthailand, die in ihm einen gefährlichen Populisten sehen.

## Bevölkerung

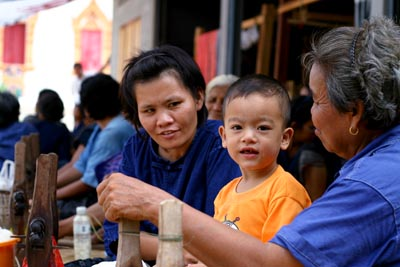
Familie in einem Dorf im Isan

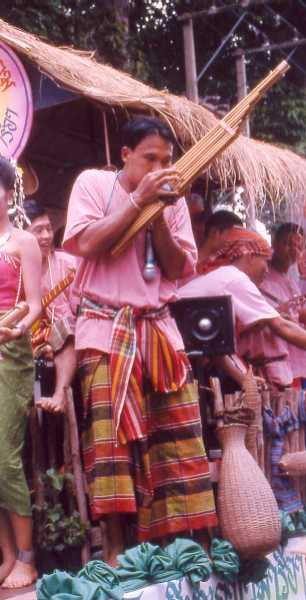
Ein Khaenspieler in einem Sarong und Phakama aus Isan

Im Jahr 2000 betrug die Gesamtbevölkerung des Isan 20.825.000 Einwohner, von denen 40 % in den bevölkerungsreichen Provinzen Nakhon Ratchasima, Ubon Ratchathani, Udon Thani und Khon Kaen lebten. Diese Provinzen umgeben die vier bedeutendsten Städte des Isan, die die gleichen Namen tragen: Im Jahr 2000 zählte man in der Stadt Udon Thani 220.493 Einwohner, in Nakhon Ratchasima 204.391, in Khon Kaen 141.034, und Ubon Ratchathani hatte 106.552 Einwohner. 1996 lebten nur 6,3 % der Bevölkerung der Region in Städten. Der Anteil war mit 12,4 % in Khon Kaen am höchsten und mit 2,8 % in Roi Et am niedrigsten. Daraus folgt, dass die Einwohner des Isan zwar größtenteils außerhalb der Städte leben, sich aber im Umland der Städte ballen.
Die Bewohner des Isan werden als Khon Isan (thailändisch คนอีสาน, laotisch: ຄົນອີສານ; „Menschen des Nordostens“) bezeichnet. Im weiteren Sinne kann damit jeder, der aus einer der 20 Provinzen Nordostthailands kommt, bezeichnet werden. Im engeren Sinne sind damit allerdings nur die ethnischen Lao gemeint, die im Großteil des Isan die Bevölkerungsmehrheit stellen. Infolge der Trennung des Isan vom eigentlichen Laos, der Integration der Region in den thailändischen Staat und der „Thaiisierungspolitik“ der Zentralregierung hat sich bei ihnen eine eigene, ethno-regionale Identität herausgebildet, die sich sowohl von der der Lao in der Demokratischen Volksrepublik Laos als auch von der der Thai in Zentralthailand unterscheidet. Alternative Bezeichnungen für diese Bevölkerungsgruppe sind T(h)ai Isan, Thai-Lao, Lao-Isan oder Isan-Lao.
Die Bevölkerung der Nordostregion Thailands besteht fast ausschließlich aus thailändischen Staatsbürgern. Die Mehrheit (ungefähr 80 %) sind aber ethnische Lao und sprechen zu Hause einen Dialekt der laotischen Sprache (die in Nordostthailand gesprochenen Dialekte des Laotischen werden als phasa isan, „Isan-Sprache“ zusammengefasst). Von der thailändischen Regierung werden diese jedoch als Dialekte des Thailändischen betrachtet. Über die ethnische Zugehörigkeit seiner Bürger erhebt Thailand keine Daten. Zumindest gegenüber Außenstehenden vermeiden die ethnischen Lao im Isan die Selbstidentifikation als Lao, sondern bezeichnen sich selbst in der Regel als khon isan. Wissenschaftlich wurde die eigenständige Identität der khon isan zum ersten Mal 1967 von dem US-amerikanischen Anthropologen Charles F. Keyes untersucht und beschrieben.
Thailändisch, Isan und Laotisch bilden ein Dialektkontinuum und weisen einen hohen Grad gegenseitiger Verständlichkeit auf. Die meisten Isan-Sprecher beherrschen auch die (zentral-)thailändische Standardsprache, was insbesondere für die jüngeren und besser gebildeten zutrifft. Viele betreiben in ihrem Alltag Code-Switching, das heißt, sie wechseln je nach Situation zwischen ihrem lokalen Dialekt, den sie in familiärer und informeller Umgebung verwenden, und der Standardsprache, die sie in offiziellen Kontexten gebrauchen.
Die Bewohner des Isan sind fast ausschließlich Theravada-Buddhisten. 99,1 % der Bevölkerung bekennen sich zum Buddhismus, 0,9 % zum Christentum, andere Religionen kommen nur in verschwindend geringer Zahl vor. In keiner anderen der Großregionen gibt es so wenige Andersgläubige. Neben der offiziellen Religion pflegen viele Bewohner des Isan aber auch animistische Elemente der Verehrung von Phi genannten Geistern. Darin sehen sie keinen Widerspruch zu ihrem eigentlich buddhistischen Bekenntnis.
Die Mehrheitsbevölkerung in der Provinz Nakhon Ratchasima (circa 10 % der Bewohner des gesamten Isan), steht kulturell und sprachlich den Zentral-Thai (oder „Siamesen“) näher als den Lao. Sie werden auch Khorat-Thai genannt. Weitere 10 % der Bevölkerung des Isan sind ethnische Khmer. Sie sind in den drei südlichen Provinzen Surin, Buri Ram und Si Sa Ket konzentriert.
Interessanterweise gibt es eine auffällige Korrelation zwischen den Gebieten, in denen ethnische Lao die Mehrheit der Bevölkerung stellen, und den Gebieten, in denen Klebreis das hauptsächlich angebaute Getreide ist. In den mehrheitlich von „Siamesen“ oder ethnischen Khmer besiedelten Gebieten werden dagegen mehrheitlich nicht klebende Reissorten angebaut.
Neben diesen drei größeren Gruppen beheimatet die Isan-Region eine Vielzahl weiterer, kleinerer Ethnien, deren Sprachgruppen im Folgenden aufgeführt sind:
| Sprache          | Familie   | Sprecher                                     | Verbreitung                                            |
| ---------------- | --------- | -------------------------------------------- | ------------------------------------------------------ |
| Nördliches Khmer | Mon-Khmer | 1.400.000 (2006)                             | Surin, Si Sa Ket, Buri Ram, Nakhon Ratchasima          |
| Phu Thai         | Tai-Kadai | 470.000 (2006)                               | Nakhon Phanom, Ubon Ratchathani, Kalasin, Sakon Nakhon |
| Kuy              | Mon-Khmer | 400.000 (2006)                               | Buri Ram, Surin, Si Sa Ket, Ubon Ratchathani, Roi Et   |
| Sô               | Mon-Khmer | 70.000 (2006)                                | Nakhon Phanom, Sakon Nakhon, Nong Khai, Kalasin        |
| Nyaw             | Tai-Kadai | 50.000 (1990)                                | Sakon Nakhon, Nong Khai, Nakhon Phanom                 |
| Westliches Bru   | Mon-Khmer | 20.000 (1991)                                | Mukdahan, Amnat Charoen, Ubon Ratchathani              |
| Saek             | Tai-Kadai | 11.000 (1993)                                | Nakhon Phanom                                          |
| Yoy              | Tai-Kadai | 5.000 (1990)                                 | Sakon Nakhon                                           |
| Östliches Bru    | Mon-Khmer | 5.000                                        | Sakon Nakhon                                           |
| Nyahkur          | Mon-Khmer | 1.500 (2006)                                 | Nakhon Ratchasima, Chaiyaphum                          |
| Tai Dam          | Tai-Kadai | 700 (2004)                                   | Nong Khai, Nakhon Ratchasima, Loei (und Saraburi)      |
| Aheu             | Mon-Khmer | 450 (Sprecher) 1.500 (Volksangehörige; 2007) | Sakon Nakhon                                           |
| Nyeu             | Mon-Khmer | 200                                          | Si Sa Ket                                              |
| Phuan            | Tai-Kadai | Unbekannt in ganz Thailand 200.000 (2006)    | Udon Thani, Loei                                       |

## Kultur

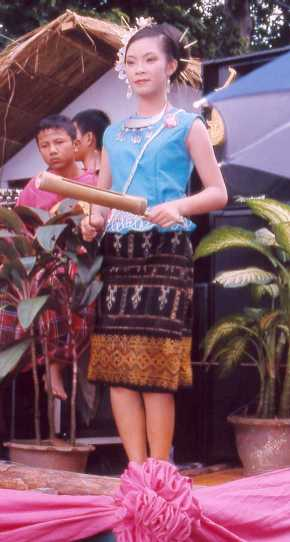
Eine Musikerin in einem Damen-Sarong

Die Kultur des Isan ist stark durch das kulturelle Erbe der Lao geprägt und hat viel mit der des Nachbarstaates Laos gemein. Diese Affinität zeigt sich in der regionalen Küche, Kleidung, sakralen Architektur, Feiertagen und den Künsten.
Die traditionelle Kleidung ist der Sarong. Die Damenversion verfügt meist über bestickte Säume, während die Herren-Sarongs mit Karomustern geschmückt sind. Sie werden im Gegensatz zur Sitte in Zentralthailand nicht zwischen den Beinen befestigt. Der Pakama schließlich ist eine Stoffbahn, die als Gürtel, Kopfbedeckung, Hängematte oder auch als Badetuch verwendet wird.
Isan ist das Zentrum der thailändischen Seidenherstellung. In der Nachkriegszeit boomte der Handel, als der Modeschöpfer Jim Thompson die thailändische Seide im Westen populär machte. Eine der bekanntesten Arten von Seide aus der Region ist „Mut-Mee“, durch Batik werden geometrische Muster auf dem Stoff aufgebracht.
Speisen der Isan-Küche unterscheiden sich von den zentralthailändischen und laotischen, haben mit diesen aber auch vieles gemein. Die offensichtlichsten Charakteristiken sind der Gebrauch von Klebreis statt Duftreis und die feurige Chili-Würzung. Beliebte Gerichte sind Som Tam (auch: tammakhung, in Zentralthailand bekannt als Som Tam Poo Plara), ein Salat aus grüner Papaya und getrockneten Krabben, und gegrilltes Huhn (gai yang). Diese Gerichte haben in ganz Thailand Verbreitung gefunden, wenn auch in an den jeweiligen Geschmack angepassten Varianten, denen die extreme Schärfe und der säuerliche Geschmack fehlt, die man in Isan vorzieht. Weitere populäre Gerichte aus dem Isan sind: Gaeng Hed (Pilzsuppe), Tom Saep (scharfe, säuerliche Suppe), Gaeng No Mai (Bambussuppe), Larb Moo (Salat aus gehacktem Schweinefleisch) oder Pla Duk Yang (gegrillter Wels, auch bekannt als Catfish). Diese Isan Gerichte sind landesweit bekannt und so gibt es überall in Thailand Restaurants, die sich auf Isan Food spezialisieren.
In umgekehrtem Austausch ist auch die zentralthailändische Küche in Isan zu einer gewissen Popularität gelangt. Was die Einflüsse der Lao-Küche angeht, fehlen in Isan bis auf die Gegend um Nong Khai die Elemente aus der vietnamesischen und französischen Küche, wie man sie in Laos findet, vollständig.
Die Bewohner von Isan sind bekannt für die breite Palette von Tieren, die auf ihrem Speisezettel stehen. Dazu gehören auch Eidechsen, Frösche, Schlangen und gebratene Insekten wie Heuschrecken, Seidenraupen und Mistkäfer. Was ursprünglich aus der Not heraus gegessen wurde, wird heute als Delikatesse angesehen.

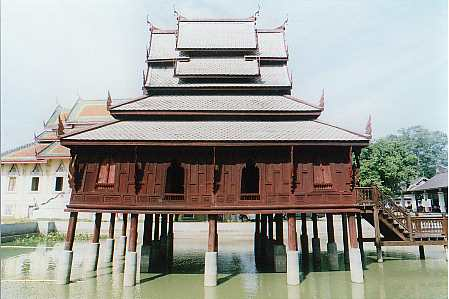
Die Bücherei des Tempels Tung Sri Muang, Ubon Ratchathani, als Beispiel des typischen Baustils von Isan

Der buddhistische Tempel, oder Wat, ist das wichtigste Bauwerk der meisten Dörfer. Diese Tempel dienen nicht nur der religiösen Verehrung, sondern werden auch als Fest- und Versammlungshallen genutzt. Architektonisch überwiegt der Lao-Stil, der schlichter ist als der ornamentale Thai-Stil. Das Gleiche gilt für Bilddarstellungen Buddhas.
Die Bevölkerung des Isan feiert eine Reihe traditioneller Feste, unter denen das „Bun Bungfai“-Fest mit seinen Feuerwerksraketen hervorzuheben ist. Es geht auf einen Fruchtbarkeitsritus aus vorbuddhistischer Zeit zurück und wird an mehreren Orten in Isan und Laos gefeiert; am heftigsten und berühmtesten sind aber die Feierlichkeiten in der Provinz Yasothon. Andere bekannte Spektakel sind das Kerzenfest von Ubon Ratchathani, das die buddhistische Fastenzeit im Juli einläutet, das Seidenfest von Khon Kaen, eine Art lokaler Handwerksmesse, die Elefantenschau von Surin und die „Bangfai Phayanak“ oder „Naga-Feuerbälle“ von Nong Khai.
Die traditionelle Volksmusik von Isan ist der Mor Lam. Neben einigen lokalen Varianten existieren davon auch moderne Spielarten, die seit den 1970ern durch aus Isan zugezogene Arbeitskräfte nach Bangkok gelangt sind. Viele Mor Lam-Sänger haben sich auch die Luk-Thung-Musik Zentralthailands angeeignet und daraus die hybride „Luk Thung Isan“-Richtung entwickelt. Kantrum ist eine andere traditionelle Musikform, die unter der Khmer-Minderheit im Süden große Beliebtheit genießt.
Obwohl die Sprache von Isan selbst keine schriftlich-literarische Tradition hat, konnte die Region in der zweiten Hälfte des 20. Jahrhunderts einige nennenswerte Schriftsteller hervorbringen, unter denen Khamsing Srinawk und Pira Sudham besonders hervorzuheben sind. Die einheimische Sprache verwendet keiner der beiden: Der Erstgenannte schreibt auf Thai, letzterer auf Englisch.
Isan ist bekannt als Heimat vieler Muay-Thai-Boxer. Viele Kinder armer Familien träumen vom sozialen Aufstieg durch Erfolg im Thaiboxen. Der bekannteste Sportler aus Isan ist dennoch kein Boxer, sondern der Tennisspieler Paradorn Srichaphan, dessen Familie aus der Provinz Khon Kaen stammt.
Die Kulturbarriere hat in Verbindung mit der bekannten Armut des Landesteils zu Vorbehalten vieler ethnischer Thais gegenüber den Isanern geführt.
Obwohl viele Menschen aus Isan heutzutage nicht mehr auf den Feldern, sondern in den Großstädten arbeiten, sind sie meist beschränkt auf Arbeiten von niedrigem sozialen Status, wie Hilfsarbeiter oder Prostituierte, und Vorurteile gegen sie leben fort. Dennoch ist die Sicht auf Isan nicht ausschließlich negativ gefärbt: Die typische Musik und die Küche der Region sind in ganz Thailand begeistert angenommen worden.
Der Prozess der „Thaiisierung“ hat den besonderen Charakter der Kultur von Isan etwas verwässert. Das gilt gerade für Städte und Provinzen, die sich – wie zum Beispiel Nakhon Ratchasima – in der Nähe des thailändischen Kerngebietes befinden und relativ früh von den Siamesen unterworfen worden sind.

### Sehenswürdigkeiten

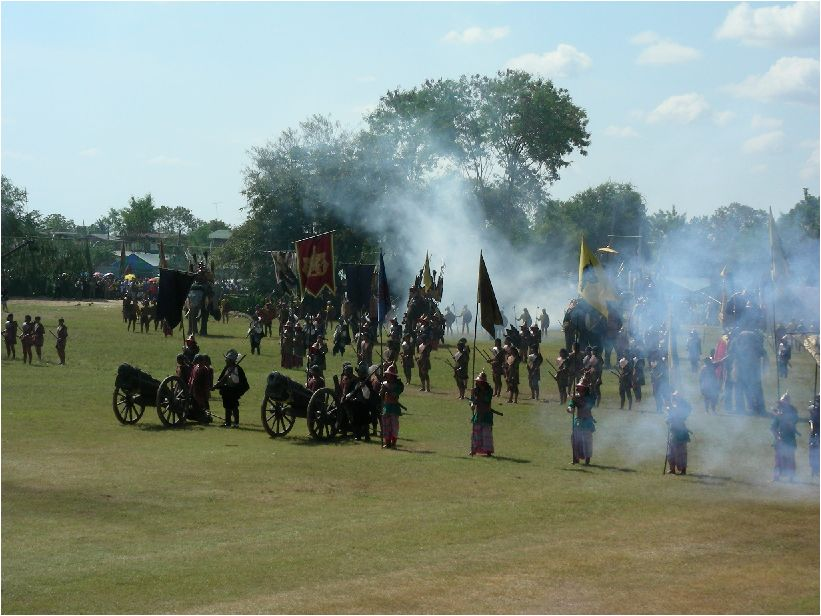
Im November findet in Surin ein großes Elefantenfest statt.

Aus der Zeit der Khmer-Herrschaft über das Gebiet des Isan stammen etliche Ruinen von Tempelanlagen im für diese Kultur typischen Baustil.
Die bekannteste und größte dieser Tempelanlagen ist wohl Phrasat Khao Phra Viharn, etwa 150 Kilometer südwestlich von Ubon Ratchathani. Die Ruinen liegen direkt an der Grenze, schon auf kambodschanischem Gebiet, können aber nur von thailändischem Boden aus betreten werden, da der Berg, auf dem der Tempel erbaut wurde, zur kambodschanischen Seite steil abfällt. Die Felsenburg galt während der Zeit der Roten Khmer deshalb auch als uneinnehmbare Festung. Das Gebiet war lange Zeit zwischen Thailand und Kambodscha umstritten, wurde aber 1965 durch einen Internationalen Gerichtshof Kambodscha zugesprochen. Ein kambodschanisches Visum ist für den Besuch dieser Tempel nicht erforderlich, wohl aber eine gute Kondition, um bei glühender Hitze mehrere hundert zum Teil verfallene Stufen zu erklettern, um zu den auf der Spitze des Berges liegenden Ruinen zu gelangen.
Etwa 60 Kilometer nordöstlich der Provinzhauptstadt Nakhon Ratchasima befindet sich Prasat Hin Phimai. Diese gut rekonstruierte Anlage, die etwa um 1100 n. Chr. erbaut wurde, ist eines der schönsten Beispiele der religiösen Khmer Architektur außerhalb von Kambodscha.
Eine andere bedeutende Tempelanlage an dieser Strecke ist Phanom Rung, in der Nähe von Prakhon Chai, Provinz Buri Ram. Dieser Khmer-Tempelkomplex wurde zu Ehren des Hindugottes Shiva auf einem 1300 m hoch liegenden erloschenen Vulkankegel errichtet und wird auch manchmal als das Angkor Wat Thailands bezeichnet. Der Tempelkomplex ist wohl das bedeutendste kulturhistorische Bauwerk in Nordost-Thailand.
5 km östlich von Phanom Rung liegt die Tempelanlage Prasat Mueang Tham. Diese relativ kleine Anlage – manche Forscher meinen, es sei ein ehemaliger Königspalast – liegt zu ebener Erde, neben einem von den Khmer seinerzeit angelegten großen künstlichen See. Der Tempel ist inmitten einer gepflegten Parkanlage vollständig restauriert worden und gibt einen guten Eindruck der damaligen brahmanischen Klosteranlagen. Das etwa 100 Meter × 100 Meter große Rechteck des Komplexes wird von vier kompakten, fast vollständig rekonstruierten Mauern aus Lateritblöcken umgeben. Der erste Hof wird mit von vier symmetrisch angeordneten Wasserbecken eingerahmt, ihre Stufen und Balustraden enden in Nagaköpfen. Von den im Zentrum der Anlage befindlichen Türmen ist der Hauptturm in der Mitte zerfallen, von den Türmen in den vier Ecken des Quadrats ein Turm ganz verschwunden, die restlichen drei wurden restauriert. Viele Giebelsteine und Türstürze sind Monumenträubern zum Opfer gefallen und verschwunden. Der berühmte Türsturz aus Phanom Rung mit Vishnu-Darstellungen tauchte aber 1973 bei einer Kunstausstellung in den USA auf und wurde auf Anforderung des thailändischen Fine Arts Department 1988 zurückgegeben.
Die Anlage Prasat Tameeang in der Nähe von Ban Kruat, Provinz Buri Ram gibt einen guten Eindruck von vom Regenwald überwucherten Ruinen.

## Wirtschaft

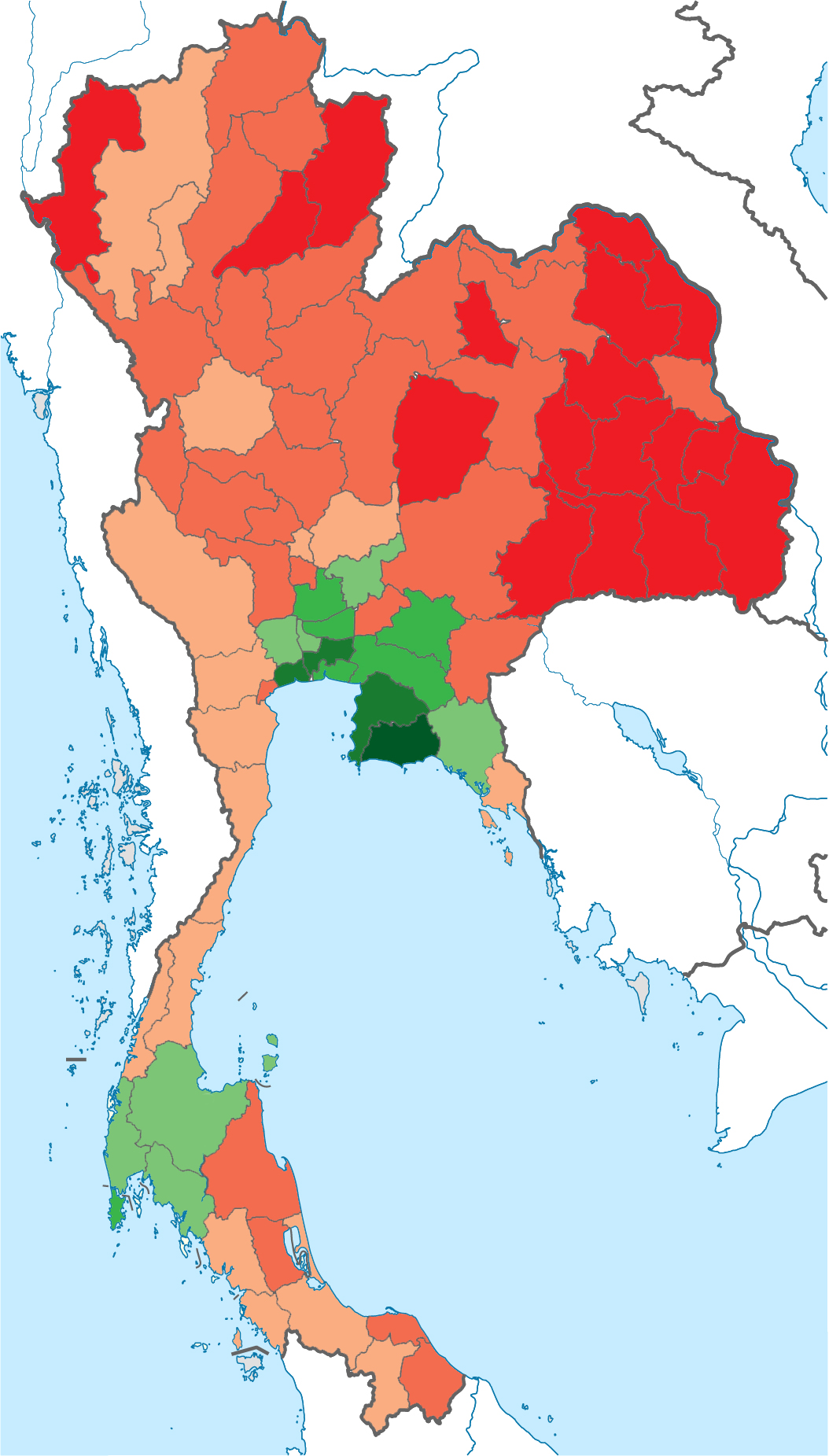
Bruttoinlandsprodukt pro Kopf in US-$ nach Provinzen (2011). Der landesweite Durchschnitt lag bei 5.362 US-$.
unter 1.500
1.500 bis unter 3.000
3.000 bis unter 5.362
5.362 bis unter 10.000
10.000 bis unter 15.000
15.000 bis unter 20.000
20,000 und mehr

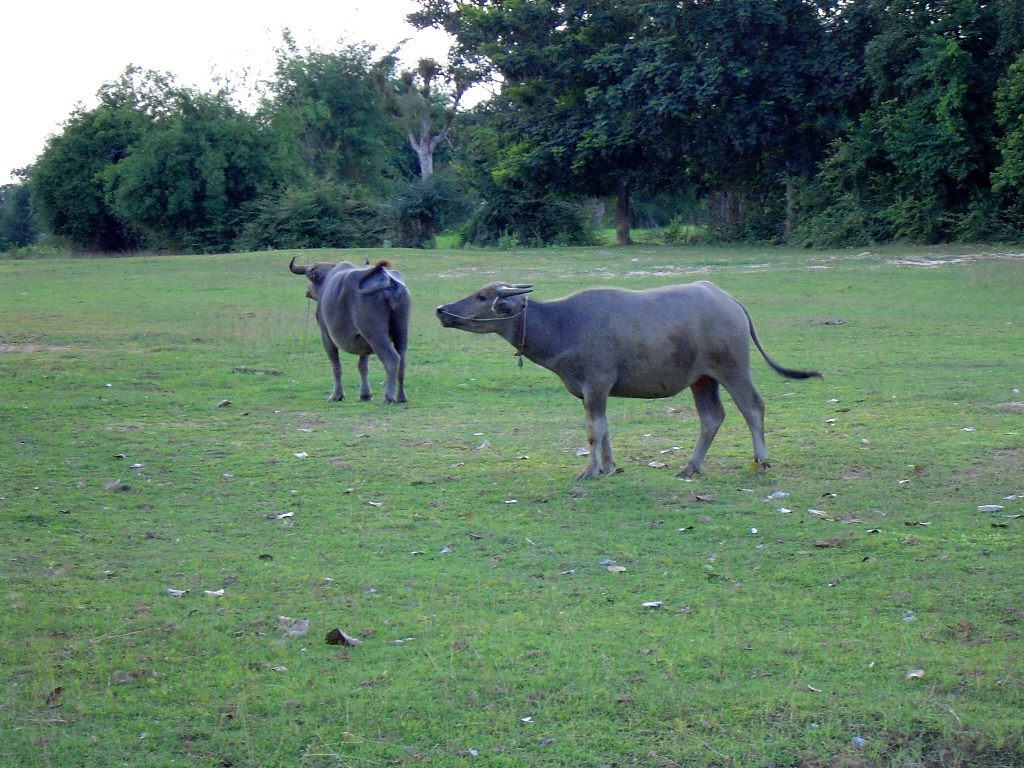
Isan: Wasserbüffel im September

Die jährliche Wirtschaftsleistung des Isan betrug 2011 pro Kopf 48.549 Baht (ca. 1200 Euro), weniger als ein Drittel des thailändischen Durchschnitts. Die sechs wirtschaftlich schwächsten Provinzen Thailands liegen sämtlich in der Nordostregion. Dabei gibt es jedoch auch im Isan eine Varianz zwischen der ärmsten Provinz Amnat Charoen mit 30.231 Baht pro Kopf und Khon Kaen, das mit 81.884 Baht näher am landesweiten Durchschnitt liegt.
Ein Anteil von 46 % der Bevölkerung des Isan ist formell in der Landwirtschaft beschäftigt, 76 % sind zumindest teilweise in der Landwirtschaft tätig (etwa als Nebenerwerb oder mithelfende Familienangehörige). Demgegenüber trägt der Agrarsektor aber nur 22 % zum regionalen Einkommen bei (zum Vergleich: 8,5 % Anteil der Landwirtschaft am Bruttoinlandsprodukt Gesamt-Thailands). Reis ist die Hauptkultur und wird auf etwa 60 % der Agrarflächen angebaut. Daneben wird in steigendem Umfang auch Zuckerrohr und Maniok kultiviert. Der Wasserbüffel ist für viele Bauern noch ein wichtiges Arbeitstier oder dient als Geldanlage. Zur Fleischgewinnung werden Schweine, Hühner, Enten und Fische gezüchtet.
Trotz seiner dominierenden Rolle ist die Landwirtschaft von Isan extrem problembehaftet. Das Klima weist oft Dürreperioden auf, während andererseits die Flachlandsituation gerade während der Regenzeit Überschwemmungen begünstigt. Die Flutgefahr macht große Teile des Landes für die landwirtschaftliche Nutzung unbrauchbar. Darüber hinaus ist der Boden sehr sauer, salzhaltig und durch Überbeanspruchung teilweise unfruchtbar. So ist denn auch seit den 1970er-Jahren die Bedeutung der Agrarwirtschaft zugunsten des Handels und des Dienstleistungssektors gesunken.
Viele Einheimische suchen Beschäftigung außerhalb der Region, besonders in Bangkok als Wanderarbeiter, wo sie oft die Arbeiten verrichten, die schlecht bezahlt werden. Einige siedeln endgültig in die Metropole über.
Zwischen 2007 und 2011 erlebte die Region einen wirtschaftlichen Boom mit einem Wirtschaftswachstum von insgesamt 40 %, deutlich mehr als der landesweite Durchschnitt von 23 % im selben Zeitraum und erst recht als der bislang wirtschaftlich dominante Großraum Bangkok mit nur 17 %. Aus dem Isan auf Suche nach Arbeit nach Bangkok, Pattaya und in andere Regionen migrierte Arbeiter sind seither zum Teil zurückgekehrt, da viele weiterhin den Wohnsitz bei der Familie im Isan haben.

## Infrastruktur
Isan besitzt drei Eisenbahnlinien der thailändischen Staatseisenbahn, die die Region mit Bangkok verbinden. Die eine verläuft ostwärts, von Nakhon Ratchasima durch Surin nach Ubon Ratchathani, während die andere nordwärts über Khon Kaen und Udon Thani nach Nong Khai führt, sowie eine Bahnstrecke die westwärts Nakhon Ratchasima umgeht und dann auf die Linie nach Khon Kaen trifft. Derzeit wird die erste Hochgeschwindigkeits-Eisenbahn in Thailand von Bangkok nach Nakhon Ratchasima errichtet.
Das Straßennetz des Isan umfasst etwa 15.000 Kilometer, sein Herzstück sind die so genannte Thanon Mittraphap („Straße der Freundschaft“), die in den 1960er- und 70er-Jahren von den USA zur Versorgung ihrer Militärbasen angelegt worden ist. Eine Autobahn nach Nakhon Ratchasima ist derzeit in Bau. 1.700 Meter lange Straßenbrücke, die Saphan Mittraphap Thai-Lao (สะพานมิตรภาพไทย-ลาว, [sapʰaːn míttra-pʰâp tʰai-lao], „Thailändisch-Laotische Freundschaftsbrücke“), ein Entwicklungshilfeprojekt Australiens, verbindet Nong Khai mit der laotischen Hauptstadt Vientiane. Seit 2007 gibt es weitere Brücken.
Obwohl der Mekong schiffbar ist, wird er kaum benutzt, da viele Stromschnellen und Strömungen die Fahrt erschweren.
Flughäfen existieren in Udon Thani, Ubon Ratchathani, Khon Kaen, Nakhon Phanom, Sakon Nakhon, Roi Et, Loei, Buri Ram und Nakhon Ratchasima.

## Persönlichkeiten des Isan

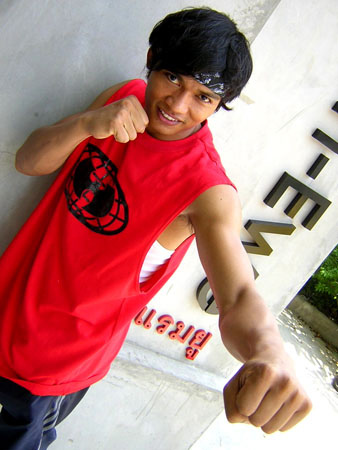
Tony Jaa

### Kultur
- Asanee Chotikul (* 1955) und Wasan Chotikul (* 1957), Rockmusiker aus der Provinz Loei
- Phanna Rithikrai (1961–2014), Schauspieler aus der Provinz Khon Kaen
- Petchtai Wongkamlao (* 1965), Comedian aus der Provinz Yasothon
- Mike Phiromphon (* 1966), Volksmusiksänger aus der Provinz Udon Thani
- Jintara Poonlarp (* 1969), Volksmusiksängerin aus der Provinz Roi Et
- Apichatpong Weerasethakul (* 1970), Regisseur, aufgewachsen in der Provinz Khon Kaen
- „Sek Loso“ Seksan Sukpimai (* 1974), Rockmusiker aus der Provinz Nakhon Ratchasima
- „Tony Jaa“ Panom Yeerum (* 1976), Schauspieler aus der Provinz Surin
- Tai Orathai (* 1980), Volksmusiksängerin aus der Provinz Ubon Ratchathani
- Lalisa Manoban (* 1997), Popmusiksängerin aus der Provinz Buri Ram

### Politik
- Thao Suranari (1772–1852), Gouverneursgattin, Lokalheldin von Nakhon Ratchasima
- Sarit Thanarat (1908–1963), Ministerpräsident, aufgewachsen in der Provinz Mukdahan
- Newin Chidchob (* 1958), Politiker aus der Provinz Buriram

### Religion
- Ajahn Mun Bhuridatta (1870–1949), buddhistischer Mönch aus der Provinz Ubon Ratchathani
- Ajahn Maha Bua Nyanasampanno (1913–2011), buddhistischer Mönch aus der Provinz Udon Thani
- Ajahn Chah Subhatto (1918–1992), buddhistischer Mönch aus der Provinz Ubon Ratchathani

### Sport
- Paradorn Srichaphan (* 1979), Tennisspieler aus der Provinz Khon Kaen
- Buakaw „Por. Pramuk“ Banchamek (* 1982), Muay-Thai-Kämpfer aus der Provinz Surin
- Surat Sukha (* 1982), Fußballspieler aus der Provinz Sakon Nakhon
- Ratchanok Intanon (* 1995), Badmintonspielerin aus der Provinz Yasothon (geboren)/Roi Et (aufgewachsen)

## Verwaltung
Isan unterteilt sich in 19 Provinzen (Changwat), wobei die südwestliche Provinz Nakhon Ratchasima von manchen bereits Zentralthailand zugerechnet wird. Die Provinzen tragen die Namen der jeweiligen Hauptstädte.

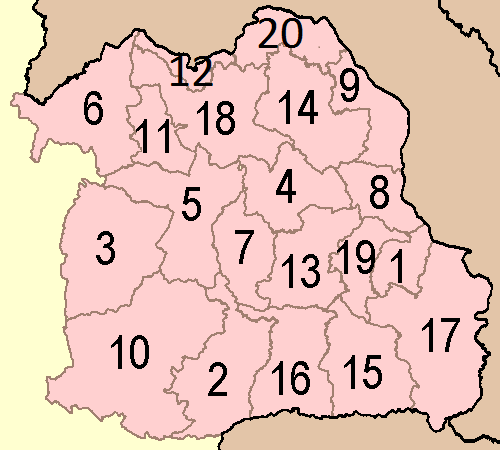
Die Provinzen des Isan

| Nr. | Name              | Thai Name |
| --- | ----------------- | --------- |
| 1.  | Amnat Charoen     | อำนาจเจริญ |
| 2.  | Buri Ram          | บุรีรัมย์     |
| 3.  | Chaiyaphum        | ชัยภูมิ      |
| 4.  | Kalasin           | กาฬสินธุ์    |
| 5.  | Khon Kaen         | ขอนแก่น    |
| 6.  | Loei              | เลย       |
| 7.  | Maha Sarakham     | มหาสารคาม |
| 8.  | Mukdahan          | มุกดาหาร   |
| 9.  | Nakhon Phanom     | นครพนม    |
| 10. | Nakhon Ratchasima | นครราชสีมา |

| Nr. | Name             | Thai Name |
| --- | ---------------- | --------- |
| 11. | Nong Bua Lamphu  | หนองบัวลำภู |
| 12. | Nong Khai        | หนองคาย   |
| 13. | Roi Et           | ร้อยเอ็ด    |
| 14. | Sakon Nakhon     | สกลนคร    |
| 15. | Si Sa Ket        | สรีสะเกษ   |
| 16. | Surin            | สุรินทร์     |
| 17. | Ubon Ratchathani | อุบลราชธานี |
| 18. | Udon Thani       | อุดรธานี    |
| 19. | Yasothon         | ยโสธร     |
| 20. | Bueng Kan        | บึงกาฬ     |